# Saint-Chély-d'Aubrac

Saint-Chély-d'Aubrac este o comună în departamentul Aveyron din sudul Franței. În 1 ianuarie 2022 avea o populație de 517 de locuitori.